# Dendropemon brevipes
Dendropemon brevipes är en tvåhjärtbladig växtart som beskrevs av Nathaniel Lord Britton. Dendropemon brevipes ingår i släktet Dendropemon och familjen Loranthaceae. Inga underarter finns listade i Catalogue of Life.